# Oberes Hart
Oberes Hart ist ein Gemeindeteil der Stadt Bad Wörishofen im bayerischen Landkreis Unterallgäu.

## Lage
Die Einöde liegt zwischen Bad Wörishofen und Schlingen. Sie besteht aus einem an der Staatsstraße 2015 gelegenen landwirtschaftlichen Anwesen mit weniger als zehn Einwohnern.

## Geschichte
Als Flurname erfolgte die erste Nennung 1316. Hier wurde ein Steinbeil aus der Jungsteinzeit gefunden. Die Einöde ist seit 1949 (Jahr der Stadterhebung) ein Ortsteil der Stadt Bad Wörishofen im schwäbischen Landkreis Unterallgäu.